# Teodor Svetoslav
Teodor Svetoslav (bolgarsko Тодор Светослав, Todor Svetoslav, včasih tudi  Теодор Светослав, Teodor Svetoslav) je bil v letih 1300-1322 car Drugega bolgarskega cesarstva, * 1270. leta, † 1322.
Bil je moder in sposoben vladar,  ki je po dveh desetletjih stalnih vpadov Mongolov in notranjih sporov v cesarstvo prinesel stabilnost in relativno  blaginjo. Njegovo vladanje se je začelo s ponovno priključitvijo južne Besarabije in nekaj let kasneje večine severne Trakije, ki so jo med krizo okupirali Bizantinci.  Po letu 1307 je začel proti vsem sosedom voditi miroljubno politiko, ki je pripomogla k razcvetu trgovanja in gospodarstva.
Razen z zunanjo politiko in gospodarstvom je obračunal tudi s separatisti med plemstvom, vključno s svojim stricem Aldimirjem. Obračunal je z izdajalci, za katere je menil, da so odgovorni za vmešavanje Mongolov. Med usmrčenimi je bil celo patriarh Joakim III.

## Mladost
Teodor Svetoslav je bil sin carja Jurija I. Terterja in njegove prve žene Marije. Kmalu po prihodu Ivana Asena III. na bolgarski prestol se je Teodorjev oče ločil od Marije, da bi se poročil s sestro novega cesarja. Marijo in Svetoslava je kot talca poslal v Bizantinsko cesarstvo. Bizantinci so ju naselili v Nikeji. 
Po prihodu Jurija I. Terterja na cesarski prestol leta 1280 se stanje ni spremenilo. Jurij I. je naslednje leto Teodorja   v odsotnosti zaročil  s hčerko sebastokratorja Ivana I. Dukasa Tesalskega kot del diplomatskega zavezništva. Nevesta se je preselila v Trnovo in nikoli srečala svojega bodočega moža. 
Leta 1284 je Jurij I. sklenil nov sporazum z Andronikom II. Paleologom in dobil nazaj svojo prvo ženo, Teodor Svetoslav pa je ostal v Bizantinskem cesarstvu kot talec. Pogodba je zahtevala tudi prekinitev bolgarskega zavezništva s Tesalijo in izročitev Teodorjeve neveste Bizantincem. Leta 1285 je v Konstantinopel prišel bolgarski patriarh Joakim III., ki je dosegel Teodorjevo izpustitev. Visok dvorni uradnik Ivan Sinaden naj bi Teodorja poročil s tesalsko nevesto, vendar za to ni nobenega dokaza. 

## Talec v Zlati hordi
Teodor Svetoslav je po vrnitvi v Bolgarijo postal očetov sovladar. Po posebej uničujočih napadih Mongolov ga je oče kljub temu okoli leta 1289 poslal kot talca Nogaju, dejanskemu vladarju Zlate horde.  Verjetno ravno zaradi teh dogodkov je v Zlato hordo poslal tudi neimenovano Teodorjevo sestro in jo poročil z Nogajevim sinom Čako. Teodor je v izgnanstvu obubožal in poskušal izboljšati svoj položaj s poroko z bogato Eufrozino, krščenko Nogajeve žene Eufrozine Paleologine, nezakonske hčerke cesarja Mihaela VIII. Paleologa. 
Teodor je leta 1298 ali 1299 spremljal svojega svaka Čako na pohodu v Bolgarijo. Regenti Ivana IV. Smileca so pobegnili iz Trnovega in Teodor Svetoslav je pomagal prepričati bolgarsko plemstvo, da je za svojega vodjo sprejelo Čako. V tem času je v Bolgarijo vdrl zakoniti kan Zlate horde Tokta, ki je zasledoval svojega sovražnika Čako. Teodor Svetoslav je takoj organiziral zaroto, odstavil Čako in ga leta 1300 v ječi zadavil. Razglasil se je za bolgarskega carja in kanu Tokti kot darilo poslal Čakovo glavo. Tokta je nato umaknil svojo vojsko iz Bolgarije. 

## Bolgarski car
Vladavina Teodora Svetoslava je povezana z notranjo stabilizacijo in pacifikacijo države, prenehanjem mongolske nadoblasti, ponovno vzpostavitvijo razmeroma učinkovite  centralne  oblasti  nad oddaljenimi provincami in priključitvijo delov Trakije, izgubljenih v vojnah Bizantinskega cesarstva proti carju Ivajlu (vladal 1278–1279). 
Neusmiljeno je preganjal in kaznoval vse, ki so mu stali na poti, vključno s svojim nekdanjim dobrotnikom patriarhom Joahimom III., ki je bil obtožen izdajstva in usmrčen. Nekatere frakcije plemstva, ki jih je podpiral Andronik II. Paleolog,  so  ga zaradi brutalnosti želele zamenjati z drugim vladarjem.  Eden od kandidatov za njegovega naslednika je bil  sebastokrator Radoslav Vojsil iz Srednje gore, brat bivšega cesarja Smileca. Vojsila je okoli leta 1301 porazil in ujel Teodorjev stric, kranski despot Aldimir. Drug kandidat je bil bivši car Mihael II. Asen, ki je okoli leta 1302 z bizantinsko vojsko neuspešno napadel Bolgarijo. Teodor Svetoslav je ujel trinajst visokih bizantinskih častnikov in jih zamenjal za svojega očeta Jurija I. Terterja, ki je bil v bizantinskem ujetništvu. Očeta je naselil v neznanem mestu, kjer je v razkošju živel do smrti.

## Družina
Z ženo Eufrozino (Efrozino) je imel sina
- Jurija II. Terterja, bolgarskega carja v letih 1322-1323.

Z drugo ženo Teodoro Paleologino, hčerko cesarja Mihaela IX. Paleologa,  ni imel znanih otrok.

## Zapuščina
Po njem se imenuje Terter Peak na otoku Greenwich v Južnih Šetlandskih otokih na Antarktiki.
Teodorjev pečat je upodobljen na reverzu bolgarskega bankovca za 2 leva, izdana leta 1999 in 2005.

## Sklic
1. ↑  Bulgarian National Bank. Notes and Coins in Circulation: 2 levs (1999 issue) & 2 levs (2005 issue).  Pridobljeno 26. marca 2009.

## Vir
- John V.A. Fine, Jr. The Late Medieval Balkans, A Critical Survey from the Late Twelfth Century to the Ottoman Conquest. Ann Arbor (1987).

| Teodor Svetoslav Dinastija AsenRojen: 1270. leta Umrl: 1322 |                         |                             |
| Vladarski nazivi                                            |                         |                             |
| Predhodnik: Čaka Nogaj                                      | Car Bolgarije 1300–1322 | Naslednik: Jurij II. Terter |